# 2007年大阪市長選挙
2007年大阪市長選挙（2007ねんおおさかしちょうせんきょ）は、2007年（平成19年）11月18日に実施された、大阪市長選挙である。

## 概要
自民・公明両党の与党側は、現職の關淳一を推薦、民主党など野党側は新人でニュースキャスターの平松邦夫を擁立した。同年7月29日に実施された参院選で民主党が圧勝した後、初めての政令指定都市首長選挙であり、さらには安倍晋三が内閣総理大臣を辞任後、総選挙を経ないまま発足した福田康夫内閣での初の与野党対決の大型選挙となったため、政界・マスメディア・有権者が大きく注目した。

## 選挙データ
- 2007年（平成19年）12月18日任期満了
- 2007年（平成19年）11月4日告示

### 投票日
- 2007年（平成19年）11月18日
  - 当日の投票時間帯：午前7時～午後8時
  - 開票：即日開票

## 立候補者
5名（立候補届け出順）
| 立候補者名   | 公認・推薦・支援政党名           | 肩書・備考             |
| ------------ | -------------------------------- | ---------------------- |
| はしづめ紳也 | 無所属                           | 元大阪市立大学教授     |
| 平松邦夫     | 民主党・国民新党推薦。社民党支持 | 元毎日放送アナウンサー |
| 關淳一       | 自民党・公明党推薦               | 大阪市長（現職）       |
| 姫野浄       | 日本共産党推薦                   |                        |
| 藤井永悟     | 無所属                           | 派遣社員               |

## 投票結果
各候補の得票率
大阪市選挙管理委員会確定。
当日の有権者数は2,073,215人、投票者数は904,054人で、投票率は43.61%。前回の33.92%を大きく上回った。有効投票数は895,730票。
|      | 順位 | 候補者名     | 新現元 | 得票数  | 得票率 |
| ---- | ---- | ------------ | ------ | ------- | ------ |
| 当選 | 1    | 平松邦夫     | 新     | 367,058 | 40.98% |
|      | 2    | 關淳一       | 現     | 317,429 | 35.44% |
|      | 3    | 姫野浄       | 新     | 113,201 | 12.64% |
|      | 4    | はしづめ紳也 | 新     | 89,843  | 10.03% |
|      | 5    | 藤井永悟     | 新     | 8,199   | 0.92%  |

## 選挙の争点
行政改革
- 職員削減、財政再建等、現職の關淳一市長が進めてきた市政改革（大阪市の不祥事参照）の方向性。
  - 關市長は職員採用凍結の継続を主張。
  - 平松と橋爪は組織の継続性の観点から凍結解除。他方で、關の市政改革については共に一定の評価をしている。
  - 姫野は、市民サービスが低下するとして職員削減には反対。

インフラ整備
- 大阪市営地下鉄民営化の是非。
  - 關市長は民営化の方針。
  - 平松、橋爪は公営企業形態を維持しながらの改革。
  - 姫野は現状維持。
- WTCの抜本的処理策。

ビジョン
- 關市長は「創造都市づくり」を提起。
  - 平松は住民投票制度の整備、情報公開の推進による「ガラス張りの市政」を提起。
  - 橋爪は、自治基本条例制定等による市民活動の活性化、アーツカウンシルを通じた文化産業の振興などを提起。

## タイムライン
- 2007年11月4日 - 告示
- 2007年11月18日 - 投開票の結果、平松邦夫が初当選。

## 選挙後
- 野党側は、参院選勝利の勢いが維持されたとみて、度重なる「政治とカネ」の問題などで現職の太田房江が不出馬を表明した、2008年1月27日の大阪府知事選挙での勝利へと持ち込もうと、大学教授の熊谷貞俊を、民主・社民・国民新の推薦で擁立したが、自民・公明が推薦したタレントで弁護士の新人橋下徹に大差で敗れ、落選した（2008年大阪府知事選挙参照）。同じような構図は、福岡県の政令市長選挙でも、福岡市長選挙（2006年）・北九州市長選挙（2007年）でそれぞれ、民主が推薦した吉田宏、民主・社民・国民新が推薦した北橋健治が当選したことを受け、福岡県知事選挙への勝利へつなげようと稲富修二を民主・社民推薦で擁立するものの、自民・公明が推薦した現職の麻生渡に敗れた例などがある。